# Maurice Bardonneau
Maurice Bardonneau (Saint-Maurice, Sena, 22 de maig de 1885 – Issy-les-Moulineaux, 3 de juliol de 1958) va ser un ciclista francès, que va prendre part en els Jocs Intercalats de 1906.
Va guanyar dues medalles de plata, a les prova de ruta i a la de vint quilòmetres.
També aconseguí un medalla d'or al Campionat del món de mig fons amateur.

## Palmarès
- 1906
  -  Campionat del món de mig fons amateur